# Bătălia de la Torvioll
Bătălia de la Torvioll, cunoscută și sub denumirea de Bătălia de la Dibra de Jos, a avut loc la 29 iunie 1444 pe Câmpia Torvioll, aflată pe teritoriul actual al Albaniei. Skanderbeg a fost un căpitan otoman de origine albaneză care a decis să se întoarcă în țara sa natală și să preia conducerea unei noi revolte albaneze. El împreună cu alți 300 de albanezi care au luptat în Bătălia de la Niš au dezertat din armata otomană și s-au îndreptat spre Kruja, care a căzut rapid în mâinile lor datorită unei subversiuni. A format apoi Liga de la Lezha, o confederație de nobili albanezi uniți pentru a lupta împotriva Imperiului Otoman. Sultanul Murad al II-lea, înțelegând că aceștia reprezentau un pericol real, l-a trimis pe cel mai experimentat căpitan al său, Ali Pașa, să înăbușe revolta în fruntea unei forțe armate de 25.000 de ostași.
Skanderbeg se aștepta la o reacție din partea sultanului și a venit în întâmpinarea armatei lui Ali Pașa în fruntea la 15.000 de ostași. Cei doi s-au întâlnit pe câmpia Torvioll, unde și-au ridicat taberele nu departe unul de celălalt. În următoarea zi, la 29 iunie, Ali Pașa a ieșit din tabără și a observat că Skanderbeg și-a poziționat forțele la poalele unui deal. Anticipând o victorie ușoară, Ali a ordonat forțelor sale să coboare dealul, să atace și să înfrângă armata lui Skanderbeg. În realitate, aceasta a fost o capcană întinsă de albanezi. Odată ce armatele s-au încleștat în luptă și au ajuns în poziția necesară, Skanderbeg a ordonat forțelor sale ascunse în pădurile din spatele armatei turcești să lovească spatele acesteia. Rezultatul a fost devastator pentru otomani, armata cărora a fost zdrobită complet, iar comandantul lor la un pas de a-și pierde viața.
Victoria a ridicat moralul monarhilor creștini din Europa și a fost recunoscută drept o mare victorie împotriva Imperiului Otoman musulman. De partea cealaltă, Murad a apreciat influența negativa pe care revolta lui Skanderbeg urma să o aibă asupra stăpânirilor sale și a continuat să ia măsuri împotriva lui, ceea ce a pus bazele la 25 ani de război.

## Premise
Gerge Kastrioti Skanderbeg, fiul puternicului nobil Ioan Kastrioti, a fost un vasal al Imperiului Otoman în calitate de spahiu sau comandant de cavalerie. După participarea sa la înfrângerea suferită de otomani în Bătălia de la Niš, Skanderbeg a dezertat din armata otomană și a fugit în Albania împreună cu alți 300 de albanezi. Falsificând o scrisoare de la Murad al II-lea către guvernatorul orașului Kruja, acesta a devenit stăpân peste oraș în noiembrie 1443. Operațiunile militare repetate ale voievodului Ioan de Hunedoara împotriva sultanului Murad al II-lea i-au dat răgaz lui Skanderbeg să pregătească o alianță formată din nobili albanezi. Toți nobilii albanezi au fost invitați de acesta în orașul venețian Alessio (Lezha) la 2 martie 1444. Alessio a fost ales ca loc de adunare deoarece anterior orașul fusese capitala familiei Dukagjini, dar și pentru a convinge Veneția să le ofere ajutor. Printre nobilii care au participat la acest consiliu s-au numărat George Araniti, Paul Dukagjini, Andrea Topia, Lekë Dushmani, Teodor Korona, Peter Spani, Lekë Zaharia și Paul Stres Balsha. Aici ei au format Liga de la Lezha, o confederație a celor mai mari nobili albanezi aliați împotriva Imperiului Otoman. Skanderbeg a fost ales căpitan (Albaneză: Kryekapedan) al confederației. Prima provocare militară a ligii s-a ivit în primăvara anului 1444, când cercetașii au raportat că armata otomană se pregătește să invadeze Albania. Planul lui Skanderbeg era să întâmpine inamicul la punctul de intrare în țară și astfel a inițiat pregătirile necesare de luptă.

## Campania militară

### Preludiu

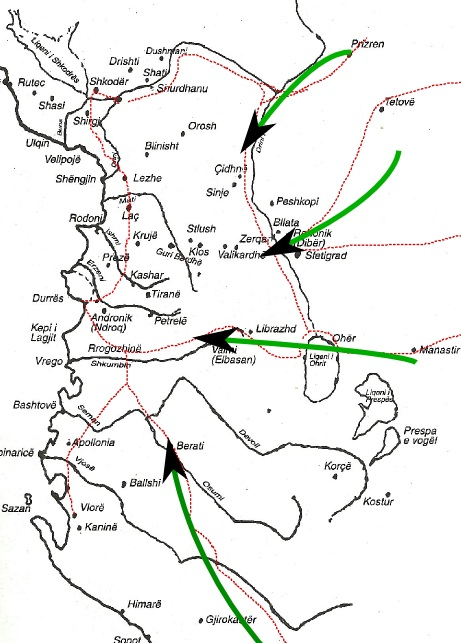
Principalele drumuri în Albania și cele mai folosite direcții de invazie ale Imperiului Otoman.

Ali Pașa, unul dintre căpitanii favoriți ai lui Murad al II-lea, a plecat din Üsküp (Skopje) în iunie 1444 în fruntea unei armate de 25.000-40.000 de ostași, și s-a îndreptat în direcția Albaniei. După ce a reușit să adune o armată de 15.000 de ostași (8.000 de cavalerie și 7.000 de infanterie) cu ajutorul Ligii de la Lezha, Skanderbeg a stăruit asupra importanței viitoarei campanii într-un discurs în fața oștenilor săi. Pe lângă asta, soldații și-au primit soldele și s-au oficiat servicii religioase. Ulterior, Skanderbeg și armata sa au înaintat spre locul planificat în Dibra de Jos, acolo unde se consideră că se întinde câmpia Shumbat, pe atunci denumită câmpia Torvioll, la nord de Pershkopi. Aceștia au trecut prin valea Drinului Negru, eventual ajungând la locul prin care presupuneau că vor trece otomanii. Skanderbeg a ales personal această câmpie: avea 11,2 km lungime și 4,9 km lățime, și era înconjurată de păduri și dealuri. După ce s-au odihnit în apropiere de Torvioll, Skanderbeg a plasat 3.000 de oameni sub comanda a cinci căpetenii (Hamza Kastrioti, Muzaka al Angelinei, Zecharia Gropa, Peter Emanueli și Ioan Muzaka) în pădurile din împrejurimi cu scopul de a ataca flancurile și ariergarda otomanilor doar atunci când semnalul va fi dat. În timp ce Skanderbeg pregătea ambuscada, trupele otomane au ajuns la fața locului, așezându-și tabăra în partea opusă. În noaptea dinaintea bătăliei, otomanii au petrecut, în timp ce albanezii au stins focurile și soldații care nu erau de gardă au fost puși să se odihnească. Grupuri de otomani s-au apropiat de tabăra adversă și au încercat să-i provoace, dar ostașii albanezi au rămas liniștiți. Skanderbeg a trimis cercetași pentru a strânge informații despre tabăra otomană și a ordonat cavaleriei să-i hărțuiască pe otomani.

### Dispunerea forțelor albaneze
Skanderbeg și-a dispus forțele armate pentru bătălie în dimineața zilei de 29 iunie. În afară de cei 3.000 de soldați ascunși în spatele otomanilor, a mai organizat o forță de rezervă din 3.000 de oameni sub comanda lui Vrana Konti. Armata albaneză era aranjată în formă de semilună cu colțurile arcuite înspre interior. Aceasta era divizată în trei grupuri, fiecare compus din 3.000 de ostași. Cu toții se aflau la poalele unui deal cu intenția de a atrage armata otomană bazată pe cavalerie să șarjeze la vale. Aripa stângă a forțelor albaneze formată din 1500 de călăreți și tot atâția infanteriști era condusă de Tanush Topia. Aripa dreaptă, identică, îl avea pe Moisi Golemi drept comandant. În fața aripilor au fost amplasați arcași pedeștri ai căror responsabilitate era să-i momească pe otomani în interior. În centru erau 3.000 de oameni sub comanda lui Skanderbeg și Ajdin Muzaka. Din aceștia, 1.000 de cavaleri au fost amplasați în față pentru a amortiza șarja inițială a turcilor. Alături de aceștia stăteau 1.000 de arcași antrenați să însoțească caii, iar în spatele lor corpul principal de infanterie sub conducerea lui Ajdin Muzaka.

### Desfășurarea bătăliei
După ce aranjarea armatei a fost definitivată, Skanderbeg a permis trompetelor să anunțe începutul luptei doar atunci când a văzut că Ali Pașa avansează. Când a zărit armata albaneză Ali Pașa a ordonat forțelor sale armate să șarjeze cu una dintre unități în față. Linia albaneză din față a început să se retragă; Skanderbeg a trimis un detașament de cavaleri să împiedice ruperea liniei și a reașezat trupele în poziția lor inițială. Ali Pașa a crezut că i-a prins pe albanezi în capcană. Când ofensiva principală a început, aripile au fost conduse cu înverșunare de către Thopia și Golemi, astfel reușind să respingă aripile otomane. În centru, Skanderbeg a atacat unul dintre batalioanele turce, și atunci când semnalul potrivit a fost dat, cei 3.000 de cavaleri ascunși au țâșnit din păduri și au șarjat ariergarda otomanilor, mulți dintre aceștia din urmă luând-o la fugă. Aripile armatei albaneze s-au concentrat atunci asupra flancurilor centrului otoman. Ajdin Muzaka, atacând și el corpul central al forțelor turcești, a fost întâmpinat de o rezistență crâncenă, și turcii au continuat să aducă forțe proaspete până când Vrana Konti și forțele sale de rezervă au intrat în luptă și au decis rezultatul bătăliei în favoarea albanezilor. Armata turcă a fost înconjurată, iar rândurile din față ale acesteia au fost anihilate, cu excepția a 300 de ostași. Batalionul personal al lui Ali Pașa a luat-o la fugă, în pofida faptului că comandantul lor a fost aproape de a-și pierde viața.

## Consecințe
Numărul turcilor care au murit în luptă este plasat între 8.000 și 22.000; 2.000 au fost luați prizonieri. Sursele vremii au estimat pierderile albanezilor la doar 120 de oameni, dar studiile contemporane sugerează un număr mai mare, de 4.000 de morți și răniți. Skanderbeg a rămas tăcut în tabără pe parcursul acelei zi și a nopții care a urmat. A ordonat apoi infanteriei să încalece caii capturați, prada de război fiind abundentă; la jaf au participat chiar și răniții. Ulterior, armata albaneză s-a retras spre Kruja.
Victoria lui Skanderbeg a fost amplu lăudată de restul Europei. Statele europene au început să considere întreprinderea unei cruciade pentru a-i alunga pe otomani de pe continent. Ali Pașa s-a întors la Adrianopol (Edirne), unde a explicat sultanului că înfrângerea ar trebui pusă pe seama forțelor armate și a ghinionului, și nu pe seama capacităților sale de general. Bătălia de la Torvioll a dat astfel startul unui sfert de veac de război între Albania lui Skanderbeg și Imperiul Otoman.